# Потапов, Георгий Хрисанфович
Георгий Хрисанфович Потапов (1893—1937) — российский и советский военный деятель, дивинженер (23 ноября 1935).

## Биография
Родился в семье офицера Хрисанфа Захаровича Потапова, из дворян Ставропольской губернии, православный. Участник Первой мировой войны, служил офицером в лейб-гвардии сапёрном батальоне (или полку). Окончил кадетский корпус в Ташкенте в 1910 и Николаевское инженерное училище в 1913. Участвовал в Первой мировой войне, являясь командиром сапёрной роты и командиром технического батальона сапёрного полка. К концу войны становится начальником службы связи корпуса. В ноябре 1917 поступил в Военно-инженерную академию, которую окончил в марте 1920. При этом в 1918 выезжал на Восточный фронт, где в течение трёх месяцев работал в должности начальника этапно-транспортной части и временно исполнял должность начальника военных сообщений фронта. Также в 1918—1919 по совместительству преподавал инженерное дело в военно-инженерном техникуме. В 1919 в составе отряда курсантов участвовал в обороне Петрограда.
После Гражданской войны на ответственных должностях в инженерных войсках РККА. С апреля 1920 начальник полевого строительства, с марта 1922 начальник инженерно-технического отдела военно-инженерного управления Отдельной Кавказской армии (ОКА), исполнял должность помощника начальника того же управления ОКА. С августа 1922 начальник инженеров Батумского укреплённого района. С июля 1924 инспектор инженеров Ленинградского военного округа, а с ноября 1926 начальник инженеров того же округа. Одновременно преподавал в Военно-технической академии РККА и сотрудничал с Остехбюро. В 1927 окончил КУВНАС при Военной академии имени М. В. Фрунзе. В 1929 и 1930 был в служебных командировках в Веймарской республике и Соединённых Штатах Америки. С марта 1930 заместитель начальника Военно-технического управления РККА, после чего с июня 1931 заместитель начальника Военно-инженерного управления РККА. С марта 1932 по совместительству начальник инженерного факультета вечерней Военно-технической академии РККА. В феврале 1933 назначен начальником научно-технического отдела Управления начальника инженеров РККА, помощником начальника инженеров РККА. С февраля 1935 начальник Института инженерной техники РККА.
Являлся беспартийным, с марта 1937 работал заместителем начальника по научной и учебной работе Военно-инженерной академии РККА. Проживал в Москве по адресу Потаповский переулок, дом 9/11, квартира 97. Арестован 21 мая 1937. Военной коллегией Верховного суда СССР 1 июля 1937 по обвинению в участии в военно-террористическом заговоре, вредительстве и шпионаже приговорён к расстрелу. Приговор приведён в исполнение в тот же день. Определением Военной коллегии от 9 января 1957 посмертно реабилитирован.

### Звания
- лейб-гвардии подпоручик, на 17 октября 1914;
- лейб-гвардии поручик, на 23 декабря 1916;
- лейб-гвардии капитан;
- дивинженер, 23 ноября 1935.

### Награды
- орден Святой Анны 4-й степени с надписью «за храбрость» (ВП 17 октября 1914);
- орден Святой Анны 3-й степени с мечами и бантом (ВП 3 апреля 1915);
- орден Святого Станислава 2-й степени с мечами (ВП 26 апреля 1915);
- орден Святой Анны 2-й степени с мечами (ВП 13 мая 1915);
- орден Красной Звезды (1936).